# Simone Battle
Simone Sherise Battle (Los Angeles, 17 de junho de 1989 — Los Angeles, 5 de setembro de 2014) foi uma atriz e cantora americana. Ela foi finalista do programa The X Factor em 2011 e integrante do grupo pop G.R.L..
Em 5 de setembro de 2014, Simone foi encontrada morta em sua casa, em Hollywood. A causa da morte foi suicídio por enforcamento. O grupo do qual fazia parte prestou uma homenagem a ela com a canção "Lighthouse". Além do tributo, o grupo criou uma fundação de apoio para as pessoas que precisam de ajuda e passam pelo mesmo problema que Simone enfrentou.[carece de fontes?]